# Operación Stinger
La Operación Stinger (en croata: Operacija Žalac;  en serbio: Operacija Žaoka) fue una ofensiva emprendida por las fuerzas de la SAO Krajina, una región serbo-croata no reconocida que se oponía a la República de Croacia, contra las posiciones que ocupaba la policía croata en la región de Banovina los días 26 y 27 de julio de 1991, durante la Guerra de la Independencia croata. Su objetivo principal eran las comisarías de policía de Glina y Kozibrod, así como las posiciones de la policía en una serie de pueblos entre la ciudad de Dvor y Kozibrod. Además de Glina y Kozibrod, se produjeron intensos combates en la localidad de Struga, al norte de Dvor, donde las fuerzas serbo-croatas emplearon un escudo humano formado por civiles croatas sacados de sus hogares en Struga y la cercana localidad de Zamlača.
Los rebeldes serbo-croatas capturaron la comisaría de Glina, pero fueron detenidos en Struga antes de que el Ejército Popular Yugoslavo (JNA) llegara allí para crear una zona de amortiguación y, según el JNA, ayudar a la policía croata a evacuar. El 29 de julio, cuando la población civil no serbia abandonó Kozibrod y las localidades situadas al sur del mismo, la comisaría de policía de Kozibrod también fue evacuada. Como consecuencia de los combates, la mayor parte de la región pasó a estar bajo el control de los serbios de Croacia y la JNA.
Tras los combates, varias tropas serbo-croatas amenazaron al comandante regional en Dvor, culpándolo de la muerte de miembros de su unidad en los combates. Posteriormente, mataron a varios civiles croatas que se encontraban en tratamiento en el centro médico de Dvor. Las autoridades croatas presentaron cargos por crímenes de guerra contra Dragan Vasiljković, concretamente por dirigir el ataque en Glina que causó la muerte de civiles, así como por herir y matar a prisioneros de guerra. Vasiljković fue detenido en Australia en 2006, y desde enero de 2015 está a la espera de ser extraditado a Croacia.

## Antecedentes
En 1990, las tensiones étnicas entre serbios y croatas empeoraron tras la derrota electoral del gobierno de la República Socialista de Croacia por la Unión Democrática Croata (croata: Hrvatska demokratska zajednica - HDZ). El Ejército Popular Yugoslavo (Jugoslovenska Narodna Armija - JNA) confiscó las armas de la Defensa Territorial de Croacia (croata: Teritorijalna obrana - TO) para minimizar la resistencia. El 17 de agosto, las tensiones se intensificaron hasta convertirse en una revuelta abierta de los serbios de Croacia, centrada en las zonas predominantemente serbias del interior de Dalmacia en torno a Knin (aproximadamente 60 kilómetros al noreste de Split), partes de Lika, Kordun, Banovina y el este de Croacia. En enero de 1991, Serbia, apoyada por Montenegro y las provincias serbias de Vojvodina y Kosovo, trató sin éxito de obtener la aprobación de la Presidencia yugoslava para una operación de la AEJ para desarmar las fuerzas de seguridad croatas. La solicitud fue denegada y una escaramuza incruenta entre los insurgentes serbios y la policía especial croata en marzo hizo que la propia JNA pidiera a la Presidencia Federal que le diera autoridad en tiempo de guerra y declarara el estado de emergencia. A pesar de que la solicitud fue respaldada por Serbia y sus aliados, la solicitud de la JNA fue rechazada el 15 de marzo. El presidente serbio Slobodan Milošević, prefiriendo una campaña para expandir Serbia en lugar de preservar Yugoslavia con Croacia como unidad federal, amenazó públicamente con reemplazar a la JNA con un ejército serbio y declaró que ya no reconocía la autoridad de la Presidencia federal. La amenaza hizo que la JNA abandonara los planes de preservar Yugoslavia en favor de la expansión de Serbia, ya que la JNA pasó a estar bajo el control de Milošević. A finales de marzo, el conflicto se había intensificado con las primeras muertes. A principios de abril, los líderes de la revuelta serbia en Croacia declararon su intención de amalgamar las áreas bajo su control con Serbia. El Gobierno de Croacia las consideró regiones secesionistas.
A principios de 1991, Croacia no tenía un ejército regular. Para reforzar su defensa, Croacia duplicó su número de policías a unos 20.000 agentes. La parte más efectiva de la fuerza policial croata era una policía especial de 3.000 efectivos que incluía doce batallones organizados en líneas militares. También había 9.000-10.000 policías de reserva organizados regionalmente en 16 batallones y 10 compañías, pero carecían de armas. En respuesta al deterioro de la situación, el gobierno croata estableció la Guardia Nacional Croata (en croata: Zbor narodne garde - ZNG) en mayo, expandiendo los batallones de la policía especial en cuatro brigadas de guardias totalmente profesionales. Bajo el control del Ministerio de Defensa y comandadas por el general retirado de la JNA Martin Špegelj, las cuatro brigadas de guardias comprendían aproximadamente 8.000 efectivos. La policía de reserva, que también se amplió a 40.000, fue adscrita al ZNG y se reorganizó en 19 brigadas y 14 batallones independientes. Las brigadas de guardias eran las únicas unidades del ZNG que estaban completamente equipadas con armas ligeras; en todo el ZNG había falta de armas más pesadas y una estructura de mando y control deficiente por encima del nivel de la brigada. La escasez de armas pesadas era tan grave que el ZNG recurrió a utilizar armas de la Segunda Guerra Mundial tomadas de museos y estudios de cine. En ese momento, el arsenal de armas croatas consistía en 30.000 armas ligeras compradas en el extranjero y 15.000 que anteriormente pertenecían a la policía. Para reemplazar el personal perdido por las brigadas de guardias, se estableció una nueva policía especial de 10.000 efectivos.

## Preludio
En junio, el conflicto se intensificó en la región de Banovina, que para entonces había sido declarada parte de la Región Autónoma Serbia de Krajina (SAO Krajina). Tres municipios de la región - Dvor, Glina y Hrvatska Kostajnica- tenían poblaciones predominantemente serbias, aunque todos ellos estaban habitados también por un número considerable de no serbios. El 24 de junio, la administración de policía de Sisak estableció una nueva comisaría de policía en la localidad de Kozibrod, en el valle del río Una, a lo largo de la carretera Dvor-Hrvatska Kostajnica. Estaba compuesta por dos pelotones de policía y tropas ZNG de la compañía Sisak de la 2ª Brigada de Guardias. La nueva comisaría suscitó una fuerte reacción de las autoridades de la SAO Krajina, que emitieron un ultimátum el mismo día en que se creó la comisaría de policía, exigieron su traslado y amenazaron con retirarla por la fuerza a menos que Croacia cumpliera su ultimátum.
En la noche del 25/26 de junio, las fuerzas de la SAO Krajina tomaron el control de la comisaría de Dvor y atacaron la comisaría de Glina. Los rebeldes lograron capturar la comisaría de Glina durante menos de una hora antes de que fueran rechazados por la Unidad Antiterrorista Lučko y los refuerzos policiales desplegados desde Sisak. Las bajas de la policía croata fueron de un muerto y seis heridos. Aunque el ataque en Glina no consiguió que la SAO Krajina mantuviese el control de la comisaría de Glina, 16 policías croatas fueron capturados y mantenidos como rehenes. Los prisioneros fueron llevados al campo de Knin y a un centro de detención en Golubić. En respuesta a los combates, la JNA desplegó sus tropas en las dos ciudades. Ese mismo día estallaron nuevos combates cerca de Hrvatska Kostajnica. En los últimos días de junio, muchos civiles serbios, especialmente de Dvor, huyeron a la zona de Bosanski Novi por seguridad. Para el 28 de junio, sólo quedaban unas pocas mujeres, niños y ancianos en Glina. Las tiendas de la ciudad estaban cerradas y sus calles estaban patrulladas por vehículos blindados de la JNA. Después de los combates, la JNA colocó sus tropas alrededor de la comisaría de policía, mientras que los rebeldes serbo-croatas controlaban el resto de la ciudad.
A mediados de julio, Dragan Vasiljković fue enviado desde la capital serbia de Croacia, Knin, a Banovina para coordinar las fuerzas rebeldes allí. El 21 de julio, su labor fue encomiada por los comandantes locales y dos días después se anunció la creación de un comando regional de las fuerzas serbo-croatas en una reunión en Dvor a la que asistió Milan Martić, uno de los más destacados líderes de la SAO Krajina. El 24 de julio, un día después de que se estableciera el comando regional, los rebeldes serbios adoptaron un plan militar, presentado por Vasiljković, destinado a obligar a retirarse a las fuerzas croatas de Banovina. El 25 de julio, se dispararon 14 balas de mortero contra la comisaría de policía de Kozibrod. Nadie resultó herido en el ataque y, tras éste, las autoridades de la SAO de Krajina pidieron un alto el fuego hasta el 10 de agosto para poder recoger la cosecha.

## Cronología
La ofensiva, con nombre en clave de Operación Aguijón (latín serbio: Operacija 'aoka) se dirigió principalmente a las localidades de población croata entre Dvor y Hrvatska Kostajnica, y a la comisaría de policía de la ciudad de Glina. Las fuerzas destinadas a la ofensiva eran elementos de la 7ª División Banija de la SAO Krajina TO, encabezada por la policía especial desplegada desde Knin y comandada por Vasiljković. La operación comenzó el 26 de julio a las 10:00 con un bombardeo de mortero de una hora de duración en Glina, Kostajnica y Topusko. Vasiljković instaló su sede en la zona de Šamarica de Zrinska Gora, situada entre Glina, Dvor, Hrvatska Kostajnica y Petrinja.

### Glina
La ofensiva terrestre en Glina comenzó con un solo soldado de la SAO Krajina encargado de disparar a un vehículo blindado de la JNA desde una zona cercana a la comisaría de policía. Este intento de ataque con bandera falsa tenía por objeto hacer creer a la tripulación del vehículo que la policía croata les estaba disparando, induciéndoles a disparar contra la comisaría. El tirador original fue observado por la policía y se disparó contra él desde la comisaría, que a su vez fue atacada por la JNA. Un coronel de la JNA que se encontraba en la escena amenazó con usar la fuerza contra los rebeldes serbios si no abandonaban el lugar. Tras consultar con Vasiljković, las fuerzas de la SAO Krajina se desplazaron hacia Viduševac, donde dispararon contra varios edificios civiles, entre ellos una escuela y una iglesia, antes de girar para acercarse a la comisaría de policía desde una dirección diferente. El asalto, apoyado por fuego de mortero, continuó hasta el día siguiente. La comisaría fue capturada el 27 de julio a las 11:08. Según los informes militares de la SAO Krajina, 27 militares y policías croatas murieron en los combates. Fuentes croatas informaron de la muerte de dos policías y de dos más heridos, así como de la muerte de dos civiles, incluido un periodista alemán muerto por disparos de francotiradores. El periodista asesinado, Egon Scotland, un reportero del Süddeutsche Zeitung, salía de Glina con un colega reportero en un coche claramente señalizado, cuando fue herido de muerte. La misma fuente indica que el resto de los policías croatas lograron salir de Glina hacia Viduševac.

### Valle del río Una

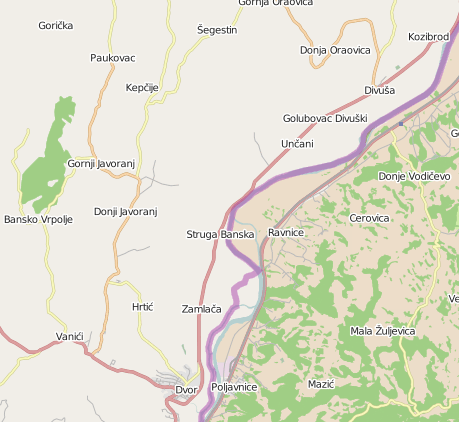
Mapa del valle del río Una desde Dvor hasta Kozibrod; La línea púrpura que divide el mapa representa la frontera internacional entre Croacia (izquierda) y Bosnia y Herzegovina (derecha).

El avance contra las localidades controladas por los croatas a lo largo del valle del Una también fue precedido por un bombardeo de mortero de una hora de duración en la zona. Se dispararon más de 250 series, comenzando el 26 de julio a las 10:00, después de lo cual se ordenó a la infantería que avanzara. La fuerza atacante estaba formada por 50 soldados de las fuerzas especiales de la SAO Krajina procedentes de Knin, 50 policías y 700 reclutas. La AEJ estimó que había unos 240-280 policías croatas y personal de la ZNG desplegados en la zona de Struga a Kozibrod. En el plan de SAO Krajina un batallón dirigido por Braco Orlović avanzó hacia el norte desde Dvor a través del pueblo de Zamlača para acercarse al pueblo de Struga. Una vez allí, debía mantener su posición y avanzar gradualmente si era posible. Las fuerzas adicionales debían flanquear y inmovilizar la fuerza de defensa croata: un pelotón de fuerzas especiales dirigido por Nikola Sundać, reforzado por un pelotón de reclutas, y tenían la tarea de evitar Struga e interceptar el tráfico a lo largo de la carretera entre la localidad de Unčani y Struga, impidiendo todo acceso desde la dirección de Kozibrod. A otro pelotón de fuerzas especiales dirigido por Õeljko Sanader se le encomendó la tarea de apoderarse de las localidades de Volinja y Kuljani antes de avanzar hacia Kozibrod, mientras que el segundo batallón adscrito a la fuerza atacante, dirigido por Mićo Popović, se ocupó de las tropas croatas cerca de Divuša, Golubovac Divuški y Kozibrod.
Después de que el batallón de Orlović entrara en la indefensa localidad de Zamlača, los rebeldes serbios se desplazaron de una casa a otra, saqueando las casas y obligando a los civiles que encontraron a trasladarse a la carretera principal. Aproximadamente 50 civiles fueron capturados en la localidad, luego fueron obligados a caminar delante de un vehículo armado hacia Struga, formando un escudo humano. A las 13:00, todas las unidades destinadas al avance entre Dvor y Kozibrod habían logrado sus objetivos iniciales, excepto el pelotón comandado por Sundać. A las 14:30, Struga se encontraba bajo un ataque. La fuerza defensiva de Struga fue atacada primero por la fuerza de flanqueo y no tenía conocimiento de lo que había sucedido en Zamlača. Cuando el escudo humano y la fuerza de SAO Krajina llegaron a Struga, las tropas defensoras se mostraron reacias a disparar contra ellos. Como consecuencia, tres policías croatas desplegados en una casa fueron rodeados y posteriormente se rindieron. Sus captores los despojaron, les ordenaron correr y luego los mataron. Sin estar seguros de cómo manejar la situación, las fuerzas croatas se retiraron de la parte sur de localidad. La unidad protegida por el escudo humano se desplazó muy lentamente y tardó seis horas en trasladarse de Zamlača al centro de Struga.
El vehículo armado y los soldados que seguían el escudo humano fueron emboscados en el centro de Struga por un solo policía y un civil que lanzó una granada de mano y corrió hacia el vehículo, llevando otras tres granadas de mano atadas a su cintura. Cuando las granadas de mano explotaron, se produjeron disparos que permitieron a los civiles que estaban sujetos como escudos humanos huir. Tanto el policía como el civil que llevaron a cabo la emboscada fueron asesinados; las fuentes identifican a los dos como el policía de reserva Mile Blažević y el policía de tráfico Željko Filipović. Poco antes de las 16.00 horas, las fuerzas croatas contraatacaron, provocando la huida del grueso de las tropas de Popović. Popović y sus cinco o seis soldados restantes se retiraron. Al menos cinco soldados de la SAO Krajina murieron y veinte resultaron heridos en los combates en Struga. A las 18:00, el batallón dirigido por Orlović había perdido el 80 por ciento de su personal debido a las deserciones. Ante las deserciones y los continuos disparos en Struga a las 19:00, Bogdan Vajagić, el comandante de las unidades de SAO Krajina subordinadas al cuartel general de Dvor, solicitó la intervención de la JNA. La JNA informó a Vajagić de que se había enviado una unidad desde Petrinja, lo que le permitió interrumpir los combates con la policía croata y enviar dos pelotones como refuerzos a Glina a petición de Vasiljković. Los tanques de la JNA llegaron a Struga a las 19:50 para establecer una zona de amortiguación. Las fuerzas croatas que estaban allí ofrecieron abandonar la localidad si la JNA les proporcionaba un vehículo blindado de transporte de tropas y los escoltaba hasta Hrvatska Kostajnica. La JNA cumplió con la petición. Durante los combates, murieron 12 policías croatas, junto con 20 civiles.

## Consecuencias
Los combates continuaron alrededor de Topusko, que fue asediado por los rebeldes serbios el 28 de julio. El mismo día, también estallaron intensos combates cerca de Hrvatska Kostajnica y Hrvatska Dubica. En Dvor, Sundać y varios soldados de su pelotón llegaron al cuartel general militar regional de SAO Krajina amenazando al oficial al mando, haciéndolo responsable de las pérdidas que el pelotón había sufrido en los combates. El grupo también exigió que las autoridades les entregaran a los prisioneros, pero la demanda fue rechazada. Finalmente, se dirigieron al centro médico de Dvor, donde obligaron a ocho civiles croatas heridos y a dos policías a salir del edificio y los golpearon delante de unas 100 personas que lo contemplaron. Hay informes contradictorios que indican que los diez fueron asesinados, o que sólo un número no especificado de pacientes mujeres fueron asesinadas. El 29 de julio, el resto de la población civil croata de Struga, Unčani, Divuša y Golubovac Divuški aceptaron una oferta hecha por la AJN para evacuarlos a Hrvatska Kostajnica. Cuando la columna de civiles evacuados llegó a Kozibrod, la población de esa localidad también se les unió, seguida por la policía y las tropas de la JNA estacionadas en Kozibrod. El movimiento dejó a la SAO Krajina y a la JNA en control de casi toda Banovina.

### Otros combates
Los combates en la región estallaron una vez más el 7 de agosto, con nuevos enfrentamientos en torno a Hrvatska Kostajnica y un bombardeo de artillería en Topusko. El 14 de agosto, los policías capturados en el primer ataque contra la comisaría de Glina en junio fueron liberados en un intercambio de prisioneros. Las tropas y posiciones croatas que se encontraban en Hrvatska Kostajnica, así como en Petrinja y Sisak, fueron inspeccionadas por el presidente croata Franjo Tuđman el 25 de agosto. La posición croata en la región se deterioró aún más el 9 de septiembre cuando Hrvatska Kostajnica fue sitiada. Tres días después, las fuerzas de la SAO Krajina capturaron la colina que dominaba la ciudad, y las fuerzas croatas evacuaron Hrvatska Kostajnica. El 13 de septiembre, Hrvatska Kostajnica fue capturada por las fuerzas de SAO Krajina, después de que los fuertes ataques apoyados por la artillería y los tanques de la JNA obligaran a unos 300 soldados croatas a retirarse o rendirse. La captura de la ciudad fue seguida de matanzas, saqueos e incendios de edificios en la ciudad y las localidades vecinas. Un total de 67 soldados croatas fueron capturados en la ciudad y enviados a la cárcel de Glina, pero ninguno llegó. Las fuerzas de la SAO Krajina capturaron Hrvatska Dubica el mismo día, y Topusko el 14 de septiembre. El 21 de septiembre, Petrinja fue capturada por las fuerzas de SAO Krajina y la JNA, negando a Croacia una importante cabeza de puente en la orilla sur (derecha) del río Kolpa. La captura de la ciudad se produjo aproximadamente un mes después de que Martić anunciara los planes de SAO Krajina para controlarla.
A finales de mes, los rebeldes serbios y la JNA controlaban casi toda la orilla sur del río, y las líneas de control en la región se estabilizaron en gran medida. Antes del alto el fuego del 3 de enero de 1992, que puso en práctica el plan Vance, los rebeldes serbios y la JNA hicieron otros dos intentos infructuosos de hacer retroceder a las fuerzas croatas en la región. Estos ataques comprendieron la campaña de otoño emprendida por la JNA en la zona de Slana y Novi Farkašić los días 17 y 18 de octubre y en la zona de Sunja el 2 de noviembre. En el mismo período, la Guardia Nacional Croata  (ZNG) lanzó una ofensiva infructuosa con el nombre clave de Operación Torbellino para recuperar Glina del 11 al 13 de diciembre. Los 120 croatas que permanecieron en la zona de Dubica se enfrentaron a la persecución, que culminó con la masacre de Baćin en la que murieron más de 50 croatas el 21 de octubre, y la captura y expulsión del resto el 20 de noviembre.

### Cargos de crímenes de guerra

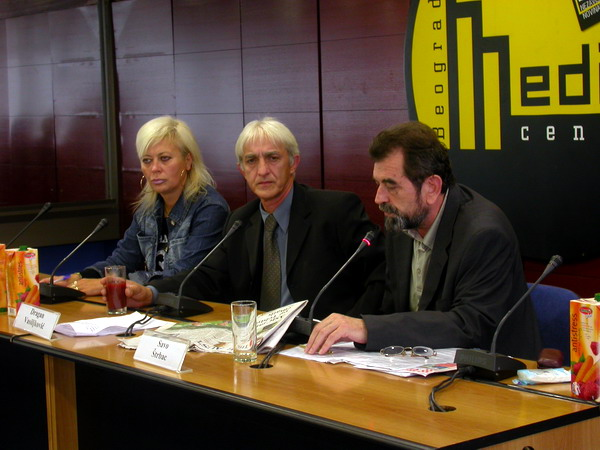
Dragan Vasiljković (centro) fotografiado en 2005 en Belgrado

Según documentos de los tribunales australianos, el 10 de enero de 2006, el Tribunal del Condado de Šibenik ordenó que se emitiera una orden de detención contra Vasiljković. Los delitos enumerados eran dos presuntos crímenes de guerra contra prisioneros de guerra y un presunto crimen de guerra contra la población civil. Estos últimos están relacionados con su papel en el ataque a Glina que causó muertes y lesiones a civiles. Fue detenido en Australia en 2006, pero en su calidad de ciudadano australiano, apeló contra la extradición a Croacia alegando que no tendría allí un juicio justo. La apelación fue concedida por el Tribunal Federal en 2009, y Vasiljković fue liberado. Sin embargo, el Tribunal Superior de Australia revocó la decisión y Vasiljković fue detenido tras 43 días de búsqueda por la policía. Posteriormente, Vasiljković apeló contra su extradición citando otros motivos. Su extradición fue aprobada por el ministro del Interior, Jason Clare, en noviembre de 2012, pero Vasiljković también apeló esa decisión. En diciembre de 2014, el Tribunal Federal confirmó la decisión de Clare.
En 1994, las autoridades croatas juzgaron  in absentia  a Đuro Đurić, un ex policía de la SAO de Krajina, acusado de crímenes de guerra cometidos en Struga, Zamlača y Kozibrod. Fue declarado culpable y condenado a veinte años de prisión. Đurić se entregó a la policía croata en el cruce fronterizo de Dvor en 2001. Después de dos meses de detención, fue liberado y abandonó el país. Đurić regresó a Croacia en febrero de 2009, cuando fue detenido una vez más por los mismos cargos. Un mes más tarde, fue puesto en libertad después de que se interrogara a los testigos y no se logró vincularlo a los crímenes de guerra de los que se le acusaba.

### Legado de la cobertura de la guerra
El periodista alemán Egon Scotland viajó a la región para investigar la desaparición de una periodista que se creía detenida por las fuerzas serbo-croatas y ayudarla. Su muerte en el cumplimiento del deber, mientras trataba de ayudar a un colega periodista, tuvo un impacto significativo en los medios de comunicación alemanes y en la opinión pública alemana. La muerte de periodista reforzó la imagen del conflicto como una guerra real en la que no se obedecían las reglas. Espoleados por su muerte, los periodistas de Munich establecieron la asociación "Periodistas ayudan a Periodistas" (en alemán: Journalisten helfen Journalisten) en 1993 para ayudar a los reporteros de la forma en que Egon Scotland tenía previsto cuando fue asesinado. La muerte de Egon también dio el impulso para establecer la sección alemana de Reporteros sin Fronteras en 1994.

### Libros
- Bugajski, Janusz (1994). Ethnic Politics in Eastern Europe: A Guide to Nationality Policies, Organizations, and Parties. Armonk, New York: M.E. Sharpe. ISBN 9781563242823.
- Central Intelligence Agency, Office of Russian and European Analysis (2002). Balkan Battlegrounds: A Military History of the Yugoslav Conflict, 1990–1995. Washington, D.C.: Central Intelligence Agency. OCLC 50396958.
- Eastern Europe and the Commonwealth of Independent States. London, England: Routledge. 1999. ISBN 978-1-85743-058-5.
- Gagnon, V. P., Jr. (2006). The Myth of Ethnic War: Serbia and Croatia in the 1990s. Ithaca, New York: Cornell University Press. ISBN 9780801472916.
- Hoare, Marko Attila (2010). «The War of Yugoslav Succession».  En Ramet, Sabrina P., ed. Central and Southeast European Politics Since 1989. Cambridge, England: Cambridge University Press. pp. 111-136. ISBN 978-1-139-48750-4.
- Ramet, Sabrina P. (2006). The Three Yugoslavias: State-Building And Legitimation, 1918–2006. Bloomington, Indiana: Indiana University Press. ISBN 978-0-253-34656-8.
- Rupić, Mate, ed. (2007). Republika Hrvatska i Domovinski rat 1990.-1995. - Dokumenti, Knjiga 1. [The Republic of Croatia and the Croatian War of Independence 1990-1995 - Documents, Volume 1] (PDF) (en croata). Zagreb, Croatia: Hrvatski memorijalno-dokumentacijski centar Domovinskog rata. ISBN 978-953-7439-13-2. Archivado desde el original el 26 de noviembre de 2016. Consultado el 26 de diciembre de 2014.
- Woodward, Susan L. (1995). Balkan Tragedy: Chaos and Dissolution after the Cold War. Washington, D.C.: Brookings Institution Press. ISBN 9780815722953.

### Artículos de revistas científicas
- Marijan, Davor (May 2012). «The Sarajevo Ceasefire – Realism or strategic error by the Croatian leadership?». Review of Croatian History (Croatian Institute of History) 7 (1): 103-123. ISSN 1845-4380.
- Ružić, Slaven (December 2011). «Razvoj hrvatsko-srpskih odnosa na prostoru Benkovca, Obrovca i Zadra u predvečerje rata (ožujak - kolovoz 1991. godine)» [The Development of the Croatian-Serbian Relations in Benkovac, Obrovac and Zadar on the Eve of War (March-August 1991)]. Journal - Institute of Croatian History (en croata) (Institute of Croatian History, Faculty of Philosophy Zagreb) 43 (1): 399-425. ISSN 0353-295X.

### Informes de noticias
- Arbutina, Zoran; Legović, Alen (26 de julio de 2011). «Napadi na ratne reportere ostaju nekažnjeni» [Attacks on War Reporters Remain Unpunished] (en croata). Deutsche Welle.
- Bormann, Trevor (27 de mayo de 2011). «The Real Captain Dragan». ABC News (Australia).
- Cowell, Alan (22 de septiembre de 1991). «Croatians Under Fierce Assault; Pleas for Real Truce Are Ignored». The New York Times.
- Engelberg, Stephen (3 de marzo de 1991). «Belgrade Sends Troops to Croatia Town». The New York Times. Archivado desde el original el 2 de octubre de 2013.
- Engelberg, Stephen (6 de julio de 1991). «Conflict in Yugoslavia; Quiet War Spills Blood Inside Croatian Borders». The New York Times.
- Engelberg, Stephen (31 de julio de 1991). «A Day of Terror and Death on a Serb-Croat Divide». The New York Times.
- Frank, Robert (9 de diciembre de 2012). «Hrvatski gardist Ivan Turudić: Kapetan Dragan divljački me odvalio i naredio smaknuće mene i mog suborca Jaklovića» [Croatian Guardsman Ivan Turudić: Captain Dragan Savagely Hit Me and Ordered My and Jaklović's Execution]. Novi list (en croata).
- «Geburtstag: Seit 20 Jahren hilft Reporter ohne Grenzen verfolgten Journalisten» [Birthday: Reporters Without Borders Helping Journalists for 20 Years]. Focus (en alemán). 17 de junio de 2014. Archivado desde el original el 7 de febrero de 2015.
- Hogg, Marie (12 de diciembre de 2014). «Dragan Vasiljkovic "Captain Dragan" Faces Croatia Extradition». The Australian.
- Grgurić, Jasmina (26 de julio de 2013). «Struga Banska – heroj otpora srpskom agresoru u Pounju» [Struga Banska - Hero of the Resistance to Serbian Aggressor]. Večernji list (en croata).
- «Karamarko: Tuđman je vodio općenarodni pokret koji je stvorio Hrvatsku» [Karamarko: Tuđman Led a Nationwide Movement which Created Croatia] (en croata). Nova TV (Croatia). HINA. 26 de julio de 2011.
- Kobescak, Snjezana (4 de febrero de 2009). «Mesić: Kapetan Dragan će biti izručen» [Mesić: Captain Dragan Shall Be Extradited] (en croata). Deutsche Welle.
- «Milosevic Indictment: Text». BBC News. 29 de octubre de 2001.
- Odić, Tadija (26 de junio de 2011). «Uz grob Tomislava Roma obilježena 20. godišnjica napada» [20th Anniversary of Attack Marked Next to Tomislav Rom's Grave]. Večernji list (en croata).
- Powers, Charles T. (1 de agosto de 1991). «Serbian Forces Press Fight for Major Chunk of Croatia». Los Angeles Times.
- «Roads Sealed as Yugoslav Unrest Mounts». The New York Times. Reuters. 19 de agosto de 1990. Archivado desde el original el 21 de septiembre de 2013.
- Raguž, Jakša (5 de agosto de 2011). «Boj za Strugu - velika bitka o kojoj se malo zna» [Battle of Struga – A Great Battle, of Which Little is Known]. Večernji list (en croata).
- Raguž, Jakša (13 de febrero de 2014). «Proboj iz Hrvatske Kostajnice» [Breakout from Hrvatska Kostajnica]. Večernji list (en croata).
- Sabljić, Slaviša (20 de marzo de 2009). «Istina konačno na slobodi» [Truth is Finally Free]. Politika (en serbio).
- Sudetic, Chuck (2 de abril de 1991). «Rebel Serbs Complicate Rift on Yugoslav Unity». The New York Times. Archivado desde el original el 2 de octubre de 2013.
- Sudetic, Chuck (20 de agosto de 1991). «Truce in Croatia on Edge of Collapse». The New York Times.
- Tagliabue, John (14 de septiembre de 1991). «Serbian Rebels Harden Control of Croatia Coast». The New York Times.
- «Tragična sudbina hrvatskoga sela Baćin» [Tragic Fate of Croatian Village of Baćin] (en croata). Radio Vatican. 20 de enero de 2013.
- «Vjera u branitelje» [Faith in Defenders]. Slobodna Dalmacija (en croata). 11 de diciembre de 1999.

### Otras fuentes
- Nazor, Ante (January 2010). Protuustavne odluke vodstva pobunjenih Srba iz ožujka I travnja 1991. [March and April 1991 decisions of Rebel Serbs Against the Constitution] (en croata). Ministry of Defence (Croatia). ISSN 1333-9036. Archivado desde el original el 6 de febrero de 2015.
- Nazor, Ante (March 2010). Završne pripreme srpskih snaga za osvajanje Banovine i Pounja [Final Preparations of Serb Forces for Conquest of Banovina and Una Valley] (en croata). Ministry of Defence (Croatia). ISSN 1333-9036. Archivado desde el original el 23 de agosto de 2011. Consultado el 26 de diciembre de 2014.
- Nazor, Ante (April 2010). Izvješća o napadima srpskih postrojbi na području Banovine i Pounja u srpnju 1991. (II. dio) [Reports on Attacks of Serb Units in the Region of Banovina and Una River in July 1991 (Part 2)] (en croata). Ministry of Defence (Croatia). ISSN 1333-9036. Archivado desde el original el 6 de febrero de 2015.
- Nazor, Ante (May 2010). Izvješća o napadima srpskih postrojbi na području Banovine i Pounja u srpnju 1991. (VII. dio) [Reports on Attacks of Serb Units in the Region of Banovina and Una River in July 1991 (Part 7)] (en croata). Ministry of Defence (Croatia). ISSN 1333-9036. Archivado desde el original el 6 de febrero de 2015.
- Nazor, Ante (May 2010). Izvješća o napadima srpskih postrojbi na području Banovine i Pounja u srpnju 1991. (VIII. dio) [Reports on Attacks of Serb Units in the Region of Banovina and Una River in July 1991 (Part 8)] (en croata). Ministry of Defence (Croatia). ISSN 1333-9036. Archivado desde el original el 7 de marzo de 2015. Consultado el 25 de diciembre de 2014.
- Nazor, Ante (May 2010). Izvješća o napadima srpskih postrojbi na području Banovine i Pounja u srpnju 1991. (IX. dio) [Reports on Attacks of Serb Units in the Region of Banovina and Una River in July 1991 (Part 9)] (en croata). Ministry of Defence (Croatia). ISSN 1333-9036. Archivado desde el original el 25 de diciembre de 2014. Consultado el 25 de diciembre de 2014.
- Nazor, Ante (June 2010). Izvješća o napadima srpskih postrojbi na području Banovine i Pounja u srpnju 1991. (X. dio) [Reports on Attacks of Serb Units in the Region of Banovina and Una River in July 1991 (Part 10)] (en croata). Ministry of Defence (Croatia). ISSN 1333-9036. Archivado desde el original el 25 de diciembre de 2014. Consultado el 25 de diciembre de 2014.
- «Obilježena 22. obljetnica početka oružanog otpora srpskom agresoru u Glini» [22nd Anniversary of Start of Armed Resistance to Serbian Aggressor in Glina Marked] (en croata). Ministry of the Interior (Croatia). 26 de junio de 2013. Archivado desde el original el 5 de marzo de 2016. Consultado el 12 de enero de 2021.
- «Question of the Human Rights of All Persons Subjected to any Form of Detention or Imprisonment, in Particular: Question of Enforced or Involuntary Disappearances». United Nations Economic and Social Council. 12 de enero de 1995.
- «Snedden v Republic of Croatia [2009] FCA 30 (3 February 2009)» (PDF). Federal Court of Australia. 3 de febrero de 2009.
- «Yugoslavia: further reports of torture and deliberate and arbitrary killings in war zones». Amnesty International. March 1992. Archivado desde el original el 6 de marzo de 2016. Consultado el 12 de enero de 2021.
- «Yugoslavia: Human Rights Abuses in the Croatian Conflict» (PDF). Human Rights Watch. 31 de agosto de 1991.

- Datos: Q16115872